# Roy Bentley
Pour les articles homonymes, voir Bentley.
Roy Bentley, né le 17 mai 1924 à Bristol (Angleterre) et mort le 20 avril 2018, est un footballeur anglais, qui évoluait au poste de défenseur ou attaquant à Chelsea et en équipe d'Angleterre.
Bentley a marqué neuf buts lors de ses douze sélections avec l'équipe d'Angleterre entre 1949 et 1955.

## Palmarès

### En équipe nationale
- 12 sélections et 9 buts avec l'équipe d'Angleterre entre 1949 et 1955.

### Avec Newcastle United
- Vice-Champion du Championnat d'Angleterre de deuxième division en 1948.

### Avec Chelsea
- Vainqueur du Championnat d'Angleterre en 1955
- Vainqueur du Charity Shield en 1955

### Avec Fulham
- Vice-Champion du Championnat d'Angleterre de deuxième division en 1959